# Country blues

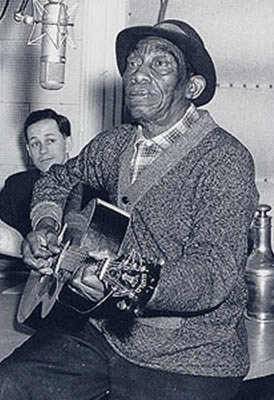
Mississippi John Hurt, country blues zenész

A country blues (más elnevezései: folk blues, rural blues, backwood blues, downhome blues) leginkább akusztikus gitárkísérettel előadott blues, amiben keveredik a blues népzenei elemekkel. A blueszene elterjedése nyomán egy sereg regionális stílus alakult ki Memphisben, Detroitban, Chicagóban, Texasban, Louisianában,  St. Louisban, New Orleansban, Kansas Cityben és másutt.
A country blues nem countryzene, hanem vidéki zene, nem a fehérek, hanem az afroamerikaiak zenéje.
Az 1960-as évek elején fellángolt a népi blues népszerűsége.
Az 1952-es hat lemezes Anthology of American Folk Music tartalmazza a country blues kiemelkedő darabjait.